# Hôpital René-Muret-Bigottini
Pour les articles homonymes, voir Bigottini.
L'hôpital René-Muret est fondé en 1967 à Sevran et Aulnay-sous-Bois (Seine-Saint-Denis). Cet hôpital, entre autres de  gérontologie, fait partie d'un des 12 groupes hospitaliers de l'Assistance publique - hôpitaux de Paris (AP-HP), des Hôpitaux universitaires Paris Seine-Saint-Denis, au même titre que les hôpitaux Avicenne à Bobigny et Jean-Verdier à Bondy.

## Origine du nom
Il porte le nom de René Muret, administrateur de l’Assistance publique, directeur de l’hôpital Saint-Louis. Il porte aussi le nom d'un pavillon situé à Aulnay-sous-Bois qui a été rattaché à l'hôpital lors du legs de ce dernier par François-Jean-Charles Bigottini, fils de la célèbre danseuse du XIXe siècle.

## Historique
Il a aussi bénéficié d'un legs du baron Alphonse de Rothschild.
Sa chapelle fait partie de la paroisse de Sainte-Élisabeth de Freinville.
De nos jours, l’hôpital René-Muret est composé « de quatre bâtiments situés dans un parc arboré ». Avec cet hôpital et le centre hospitalier intercommunal Robert-Ballanger, les villes de Sevran et d'Aulnay-sous-Bois contiennent deux centres hospitaliers. 

## Missions de soins
L’hôpital dispense trois parcours de soins complets. Surtout connu pour offrir à ses patients en gériatrie, « un parcours complet [...] avec des unités de court séjour gériatrique, géronto-psychiatrie, Soins de Suite et de Réadaptation (SSR), Soins de Longue Durée (SLD) ».
Mais les missions de l’hôpital sont plus larges. L'établissement contient une policlinique « avec des consultations pluridisciplinaires, un plateau d’imagerie médicale conventionnelle ouverte sur la ville et un hôpital de jour ». En plus, de la mise en place d'une unité de médecine palliative.
L’hôpital s'illustre également avec des SSR spécialisés, notamment en addictologie et en nutrition-obésité.
Pour mener à bien ces missions, les équipes médicales sont constituées de 4 582 personnes dont 274 étudiants en médecine, rattachés à l'Université Paris-XIII.